# Anna Sharyhina
Anna Borysivna Sharyhina (en ukrainien : Анна Борисівна Шаригіна, Anna Boryssivna Charyhina ; née en 1978) est une féministe et militante LGBT ukrainienne. Elle est cofondatrice de la Sphere Women's Association, une organisation féministe lesbienne à Kharkiv, et de l'ONG Kyiv Pride, le comité organisateur de la marche des fiertés à Kiev, ainsi que coorganisatrice de la KharkivPride (uk).

## Biographie
Sharyhina et sa partenaire, Vira Chemygina, sont impliquées dans la communauté ukrainienne LGBT et les organisations lesbiennes depuis plus de dix ans[Depuis quand ?]. Elles ont organisé les premières marches de Kiev pour l'égalité, la première ayant lieu en 2013. La deuxième marche pour l'égalité de Kiev, organisée en 2015, a été accompagnée par la police et a bénéficié du soutien de diverses personnalités publiques. Cependant, la marche n'a duré que quinze minutes en raison de la violence de l'extrême droite contre les marcheurs,
L'activité féministe et LGBT de Sharyhina fait face à une opposition continue en Ukraine. Ses conférences sont souvent perturbées, les centres communautaires LGBT sont vandalisés,.
En mars 2019, Sharyhina fait partie des personnes qui organisaient une semaine de solidarité des femmes à Kharkiv à l'occasion de la Journée internationale des femmes.
En janvier 2020, Sharyhina critique le secrétaire d'État américain Mike Pompeo pour s'être rendu en Ukraine sans rencontrer les dirigeants de la communauté LGBTQ,
En 2022, à l'occasion de l'invasion de l'Ukraine par la Russie, l'Europride et l'International Gay and Lesbian Human Rights Commission organisent une levée de fonds pour les marches des fiertés ukrainiennes. Sharyhina organise des collectes de biens de première nécessité et des solutions de relogements pour aider les victimes.